# Костишин Юрій Степанович
Юрій Степанович Костишин (нар. 2 квітня 1967) — український футболіст та футзаліст, що грав на позиції захисника. Відомий за виступами насамперед у складі команди вищої української ліги «Прикарпаття» з Івано-Франківська. По завершенні кар'єри як гравця — український футзальний тренер.

## Клубна кар'єра
Юрій Костишин розпочав виступи на футбольних полях у 1986 році в аматорській команді «Карпати» зі Сторожинця. У 1989—1990 роках Костишин грав у складі команди другої радянської ліги «Прикарпаття» з Івано-Франківська. З 1992 року Юрій Костишин грав у складі аматорської команди «Хутровик» з Тисмениці, яка з наступного року розпочала виступи в перехідній лізі, а з 1995 року грала в другій українській лізі. У 1998 році футболіст перейшов до складу команди вищої української ліги «Прикарпаття» з Івано-Франківська, у складі якої вже грав раніше, цього разу зіграв у її складі 8 матчів, а на початку 1999 року став гравцем команди другої ліги «Енергетик» з Бурштина. На початку сезону 2000—2001 років Юрій Костишин перейшов до складу іншої команди другої ліги «Техно-Центр» з Рогатина, у складі якої грав до кінця 2002 року.

## Футзальна та тренерська кар'єра
У 2002 році, паралельно з виступами у складі футбольної команди «Техно-Центр», Юрій Костишин грав у складі футзальної команди першої ліги «Ураган» з Івано-Франківська. Після остаточного завершення виступів на футбольних полях Юрій Костишин у 2002 році очолював футзальний «Ураган» як головний тренер, працював на посаді головного тренера до 2006 року, пізніше став одним із тренерів команди. Пізніше Костишин став головним тренером фарм-клубу «Урагана» «Ураган-2-КФВ», та працював у юнацькій академії клубу «Ураган».